# Назимов, Владимир Сергеевич
Владимир Сергеевич Назимов (1852 — не ранее 1917) — русский судебный деятель, сенатор, тайный советник. Брат П. С. Назимова.

## Биография
Родился 7 (19) октября 1852 года в Серпухове. Происходил из старинного дворянского рода литовского происхождения Назимовых, внесенного в 6-ю часть дворянской родословной книги Псковской губернии — сын генерал-майора артиллерии Сергея Ивановича Назимова (?—1856), племянник генерал-адъютанта Владимира Ивановича Назимова (1802—1874).
Получив первоначальное домашнее воспитание, в неполных одиннадцать лет был отдан в пансион при 1-й Московской гимназии, курс наук в которой окончил с серебряной медалью в 1869 году, — лишь по латинскому и немецкому языкам имел хорошие отметки. Без экзамена был зачислен своекоштным студентом на историко-филологический факультет Московского университета.
Через три года перешёл на юридический факультет, который окончил в 1875 году со степенью кандидата. Службу начал 16 августа 1875 года в Департаменте Министерства юстиции, с откомандированием для занятий в распоряжение Гродненского губернского прокурора, который с 1876 года определил его судебным следователем 1-го участка в Брестском уезде, в 1880 — титулярный советник, там же и в той же должности. Затем в 1882—1885 годах он служил в округе Луцкого уезда Волынской губернии следователем в Ровенском уезде.
В 1886 году был назначен товарищем прокурора Житомирского окружного суда в той же Волынской губернии, служил по прокурорскому надзору в Житомире более 11 лет, а затем с чином коллежского советника перемещён на должность Раненбургского уездного члена Рязанского окружного суда (1898—1900).
С 1900 года статский советник В. С. Назимов был назначен товарищем председателя Ковенского, а с 1903 года — Луцкого окружных судов; 1 января 1905 года произведён в чин действительного статского советника. С 1907 года — член Киевской судебной палаты.
В начале 1911 года он был переведён на должность председателя 4-го гражданского департамента Судебных палат Санкт-Петербурга, в 1912 году он был уже товарищем обер-прокурора Гражданского кассационного департамента Правительствующего Сената. Наконец, 18 марта 1915 года ему было повелено присутствовать в Правительствующем Сенате с производством в тайные советники; в 1916—1917 годах он был сенатором Гражданского кассационного департамента. Дальнейшая судьба неизвестна.

## Семья
Жена — бельгийская подданная Мария-Луиза Антоновна, рожд. Леруа (3.6.1863 — ?). Их дети:
- Сергей (род. 25.8.1890)
- Мариамна (род. 2.1.1893), в 1911—1913 гг. — фрейлина
- Анна (род. 1.1.1896)
- Иван (род. 30.4.1897)
- Пётр (род. 20.3.1904)